# Rasstandaard
Een rasstandaard bij huisdieren bestaat uit een aantal regels (raspunten) die de ideale vertegenwoordiger van het ras beschrijven. Een keurmeester gebruikt de standaard om te beoordelen in hoeverre individuele dieren het ideaal benaderen. Afwijkingen van de raspunten worden gezien als fouten, al zal waarschijnlijk geen enkel dier geheel zonder fouten zijn.

## Bij de hond
In de hondensport wordt volgens de in de Fédération Cynologique Internationale (FCI) gemaakte afspraken de standaard opgesteld door de officiële rasvereniging in het land van oorsprong. De standaard wordt door de FCI vervolgens in verschillende talen (maar niet in het Nederlands) gepubliceerd. In landen die niet bij de FCI zijn aangesloten, zoals Engeland en de Verenigde Staten, kan een afwijkende standaard van kracht zijn. 
In het algemeen bevat de standaard een korte beschrijving van de geschiedenis en het oorspronkelijke gebruiksdoel van het ras. In principe moeten aard en uiterlijk van het ras in overeenstemming zijn met gebruiksdoel en historie, tenzij het duidelijk om een afgeleide vorm gaat, zoals een dwergras. In de praktijk zijn veel rassen echter niet meer geschikt voor hun oorspronkelijke taak. En wat het uiterlijk betreft is het bijna altijd nodig geweest om een keuze te maken uit de vele vormen van het oorspronkelijke landras. Bovendien heeft men bij veel rassen geprobeerd het uiterlijk te verbeteren, dat wil zeggen aantrekkelijker te maken.
Het grootste deel van de standaard bestaat uit een beschrijving van het exterieur, bij het ene ras meer gedetailleerd dan bij het andere. Maar hoe gedetailleerd de beschrijving ook is, het zal altijd zo blijven dat sommige punten, zoals de schofthoogte, meetbaar zijn, en andere niet. De ronding van de schedel of de kwaliteit van het gangwerk zijn kwalitatieve zaken, bij de beoordeling daarvan zal de ervaring en de intuïtie van de keurmeester een belangrijke rol spelen. Ook ter zake deskundigen kunnen en zullen het dus niet in alle gevallen met elkaar eens zijn. 
Iedere afwijking van de raspunten is een fout, maar standaarden noemen meestal ook een aantal fouten waarop in het bijzonder gelet moet worden. Ook kunnen er uitsluitende fouten vermeld zijn, die altijd tot een negatief eindoordeel leiden, hoe goed de hond verder ook is. Bij een aantal rassen speelt naast de kwaliteit van de hond zelf ook de coupe van de vacht een rol. Zo wordt een poedel die niet volgens de voorschriften is opgemaakt gediskwalificeerd.
Subjectieve elementen spelen ook bij de afweging van min- en pluspunten. In het verleden is geprobeerd om te jureren met tabellen waarin voor ieder raspunt door de keurmeester uit een aantal waarden gekozen kan worden. Het eindoordeel is dan een kwestie van optellen en aftrekken. Dit systeem werd echter als een keurslijf ervaren en leidde tot onbevredigende resultaten. 
Een standaard geeft ten slotte een korte beschrijving van het gedrag van het ras. De indruk die de keurmeester krijgt van het karakter van de hond kan het eindoordeel beïnvloeden, ook al gaat het om een exterieurkeuring.

## Algemeen gebruikte raspunten
De meeste rasstandaarden zullen wel iets vermelden over de onderstaande punten.
- Grootte van het ras.
- Boven- en onderlijn.
- Verhouding hoogte-lenge, borstomvang-pootlengte.
- Gangwerk in stap en draf. De volgende gangen worden onderscheiden:
  - Amble
  - Draf
  - Canter
  - Galop
  - Telgang
  - Hackney
- Vorm van benen en voeten.

### Hoofd
Het hoofd: breedte, stop, verhouding schedel-snuit.

#### Schedels
Een hond kan drie soorten schedels hebben:
- Metacefaal: De breedte en de lengte van het hoofd verhouden zich normaal. Honden met een metacefale verhouding zijn de golden retriever, de Duitse herder en de Berner sennenhond.
- Brachycefaal: De hond heeft een korte, bijna afwezige snuit, bij een breed hoofd en een ronde scheden. Honden met een brachicefale verhouding zijn de shih tzu, de kingcharlesspaniël en de bostonterriër.
- Dolichocefaal: De hond heeft een lang, smal hoofd met een bijna afwezige stop. Honden met een dolichocefale verhouding zijn de barzoi, saloeki en Afghaanse windhond.

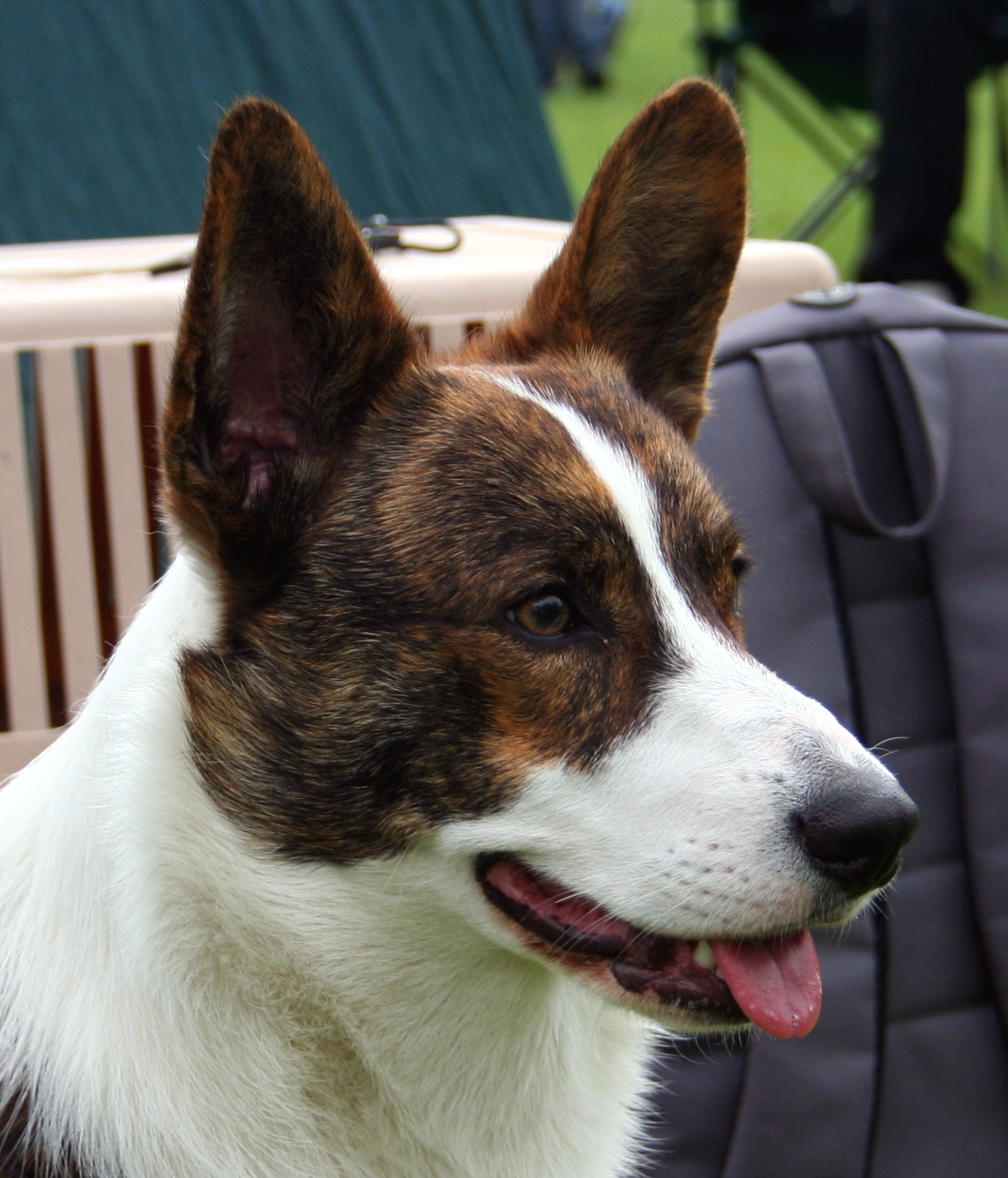
Metacefaal
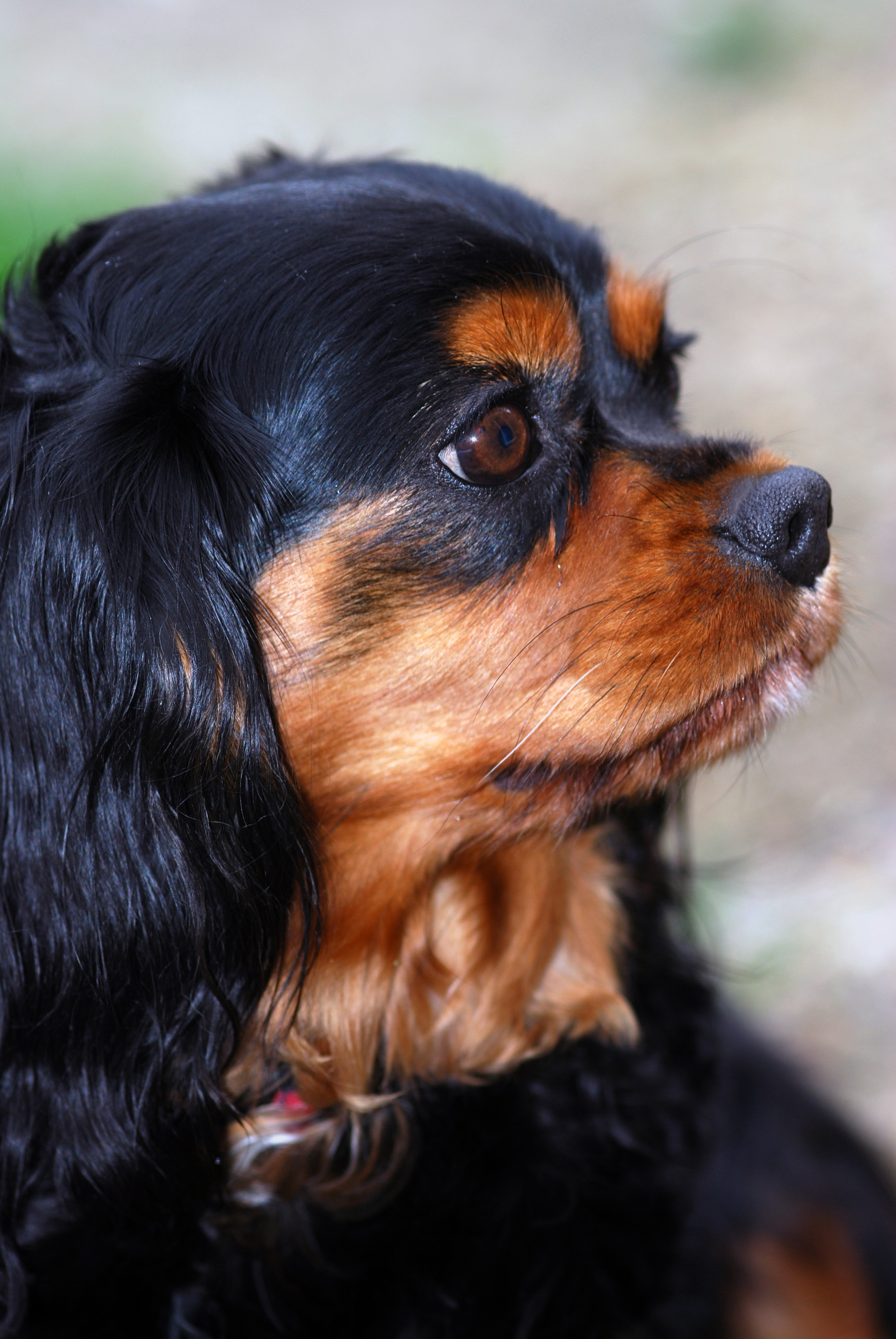
Brachicefaal
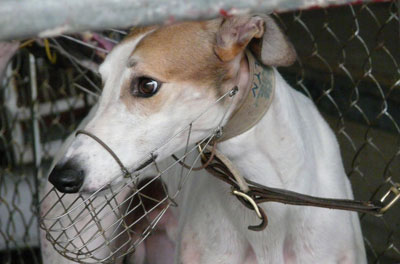
Dolichocefaal

#### Hoofden
Naast deze basale driedeling, kan een hond de volgende hoofden hebben:
- Appelhoofd: Gewelfd en rond zoals bij de chihuahua en Tibetaanse spaniël.
- Evenredig: Een evenlange schedel en voorsnuit zoals bij de springerspaniël
- Geblokt: Een vierkant hoofd zoals bij de Amerikaanse bulterriër en bij de staffordshire-bulterriër.
- Droog: Zonder huidplooien en uitstekende botten of spiermassa's, zoals bij de golden retriever.
- Eivormig: Krachtig, diep hoofd met een gewelfde neus zoals bij de bulterriër.
- Vosachtig: een spitse, korte snuit met puntige oren zoals bij de Japanse spits en shiba.
- Otter: een brede, vlakke schedel en een korte sterke voorsnuit zoals een borderterriër.
- Peervormig: Smalle, ronde schedel, smal toelopende kaken en het uitblijven van een stop, zoals bij de bedlingtonterriër.
- Rechthoekig: Een licht gewelfd hoofd dat van de ogen naar de oren toe licht versmald, zoals bij de West Highland white terrier.

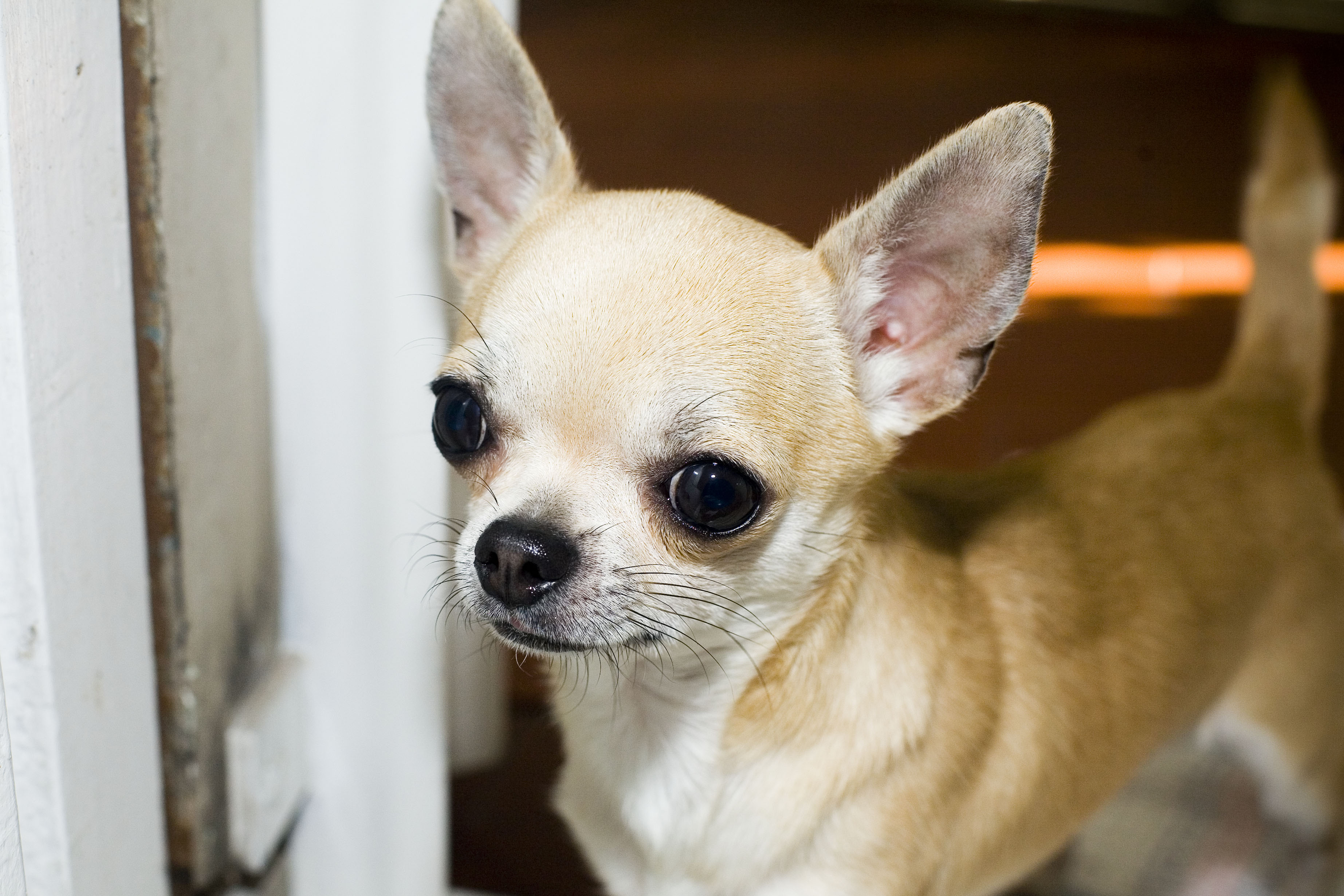
Appelhoofd
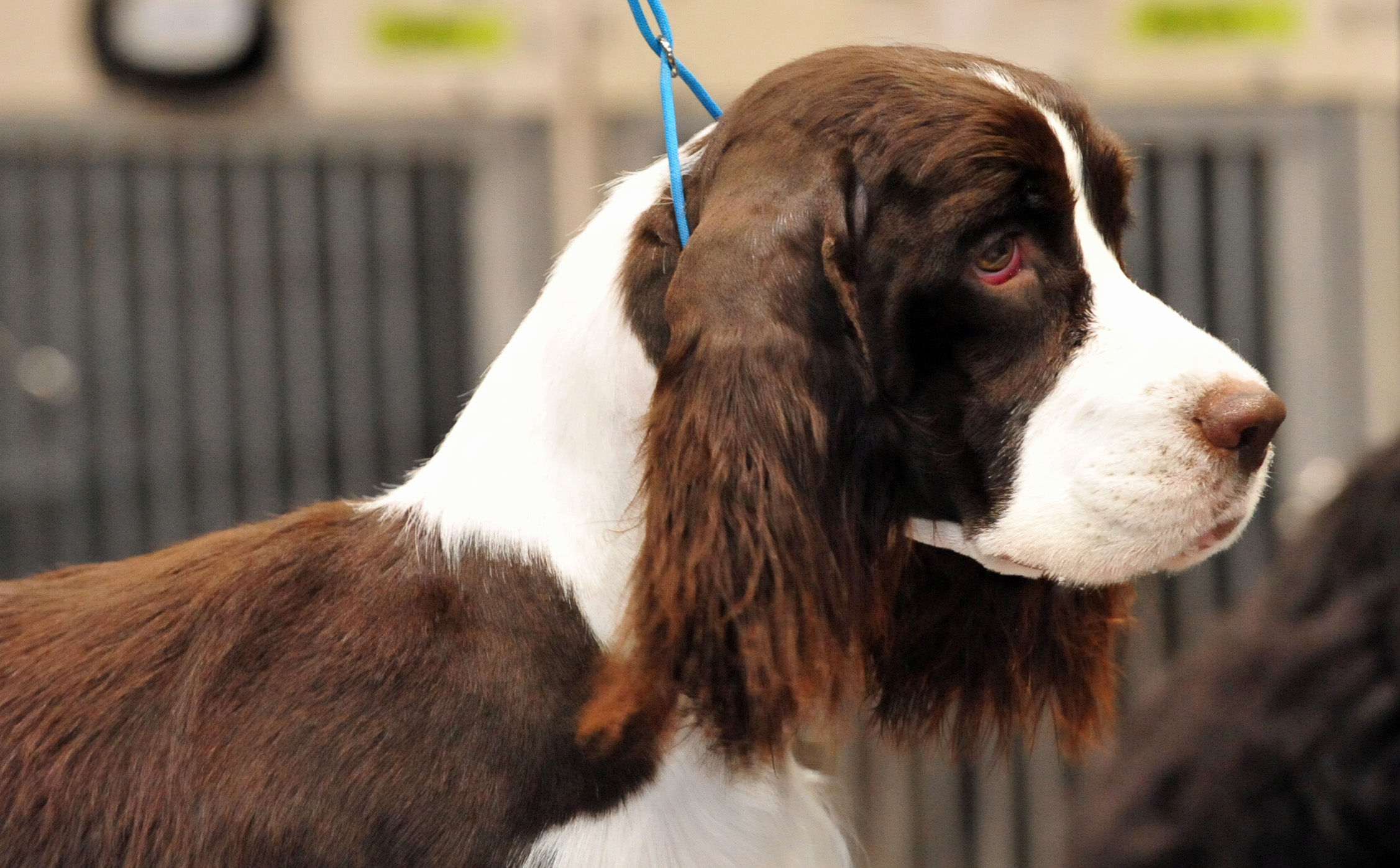
Evenredig
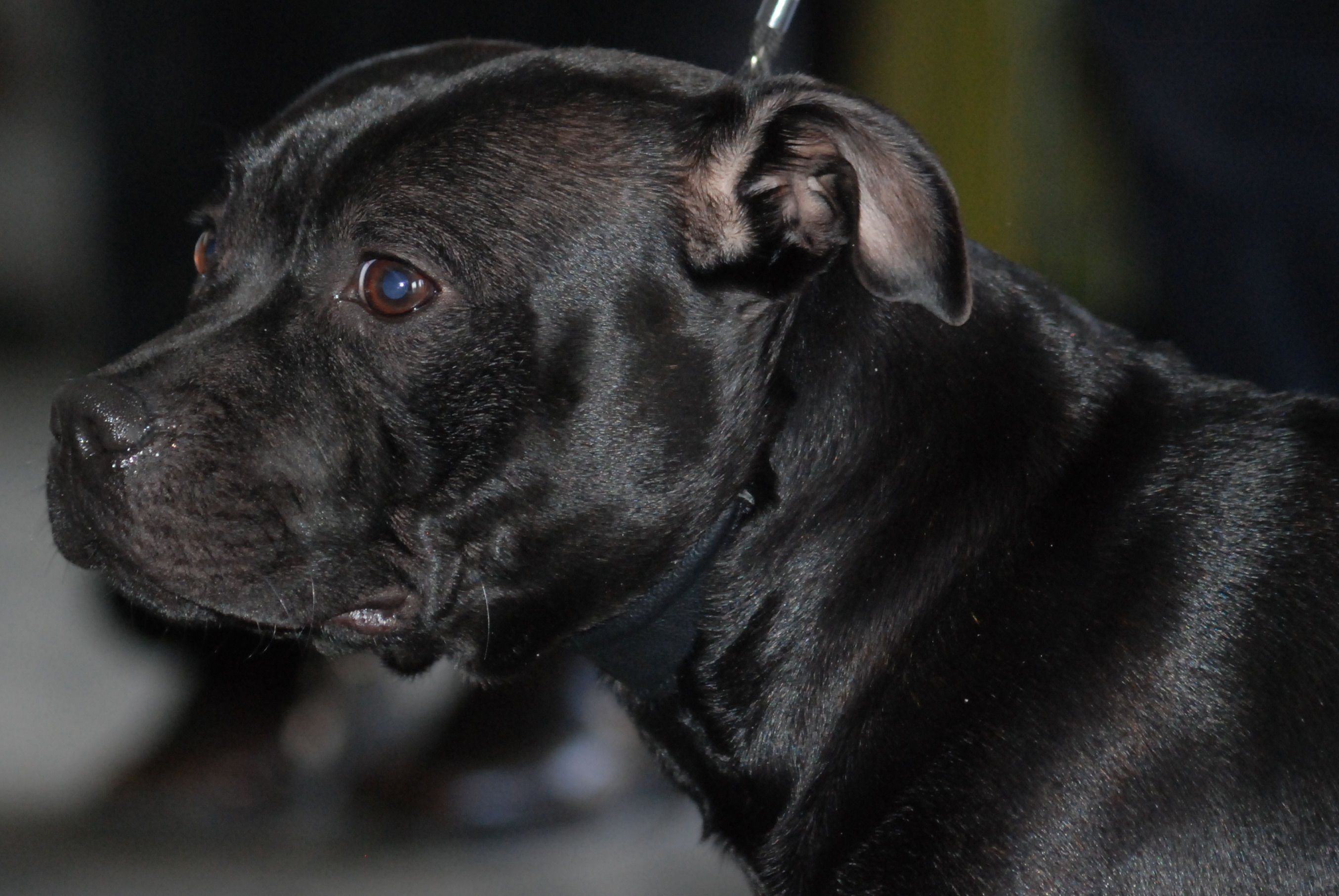
Geblokt
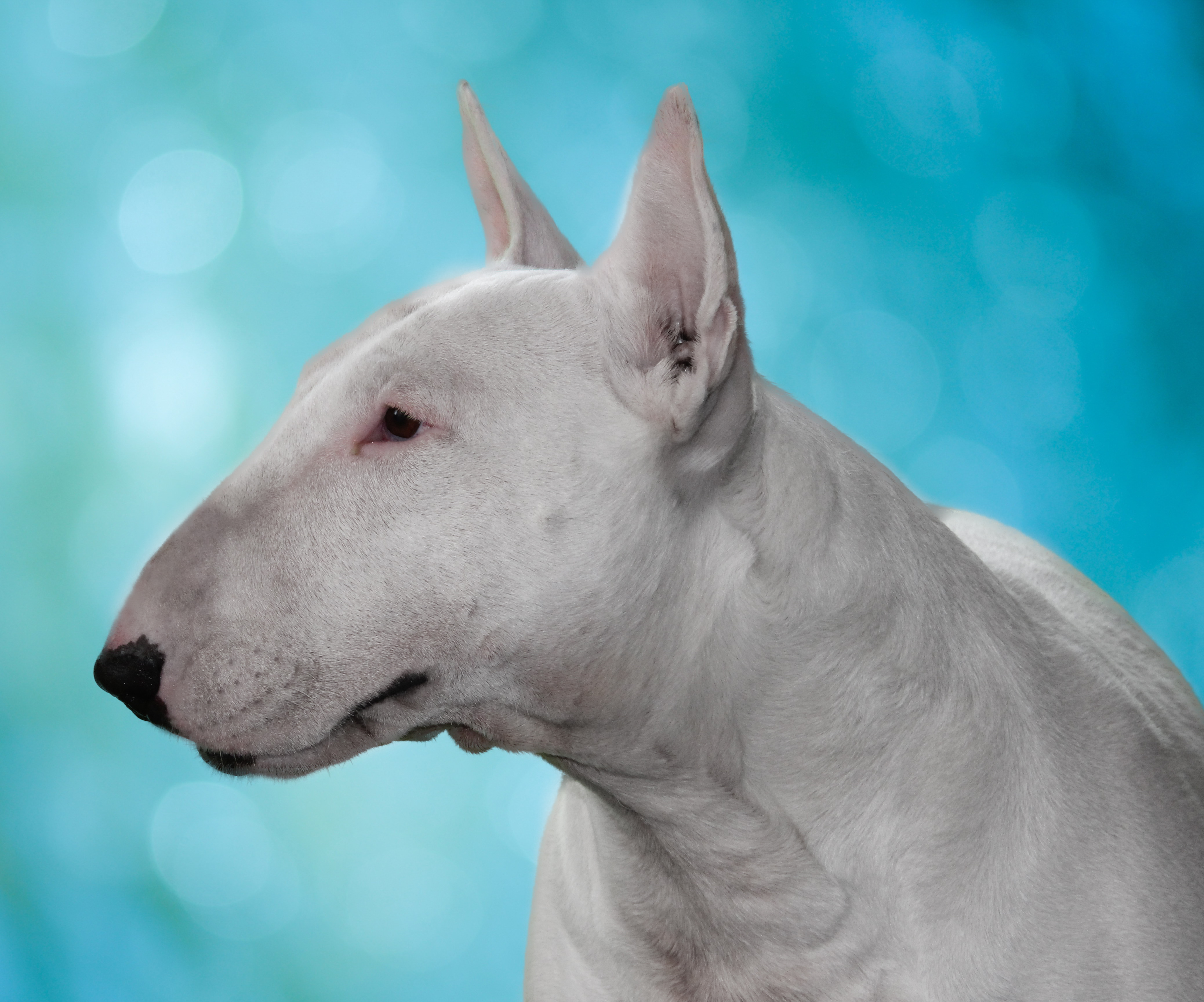
Eivormig
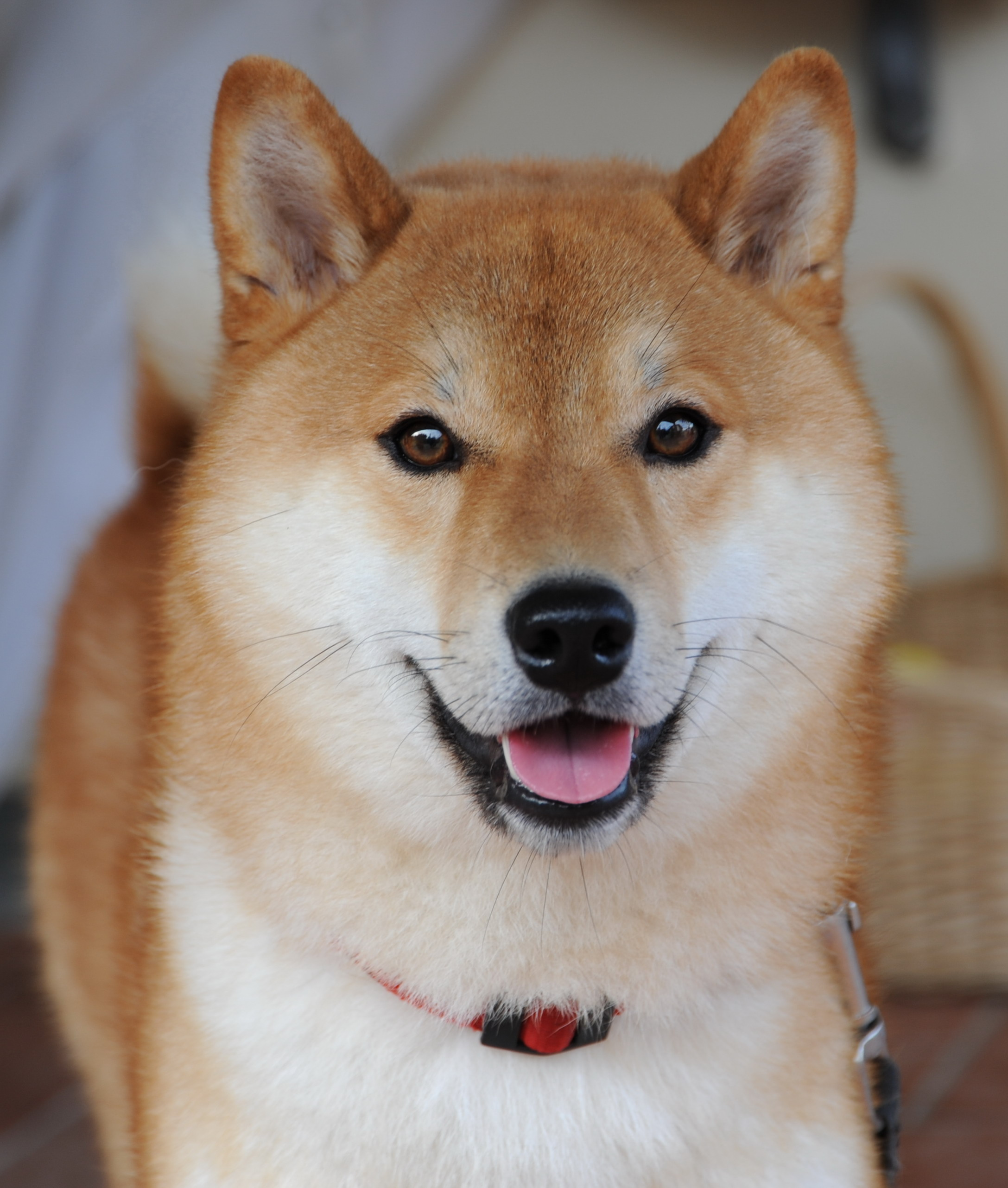
Vosachtig
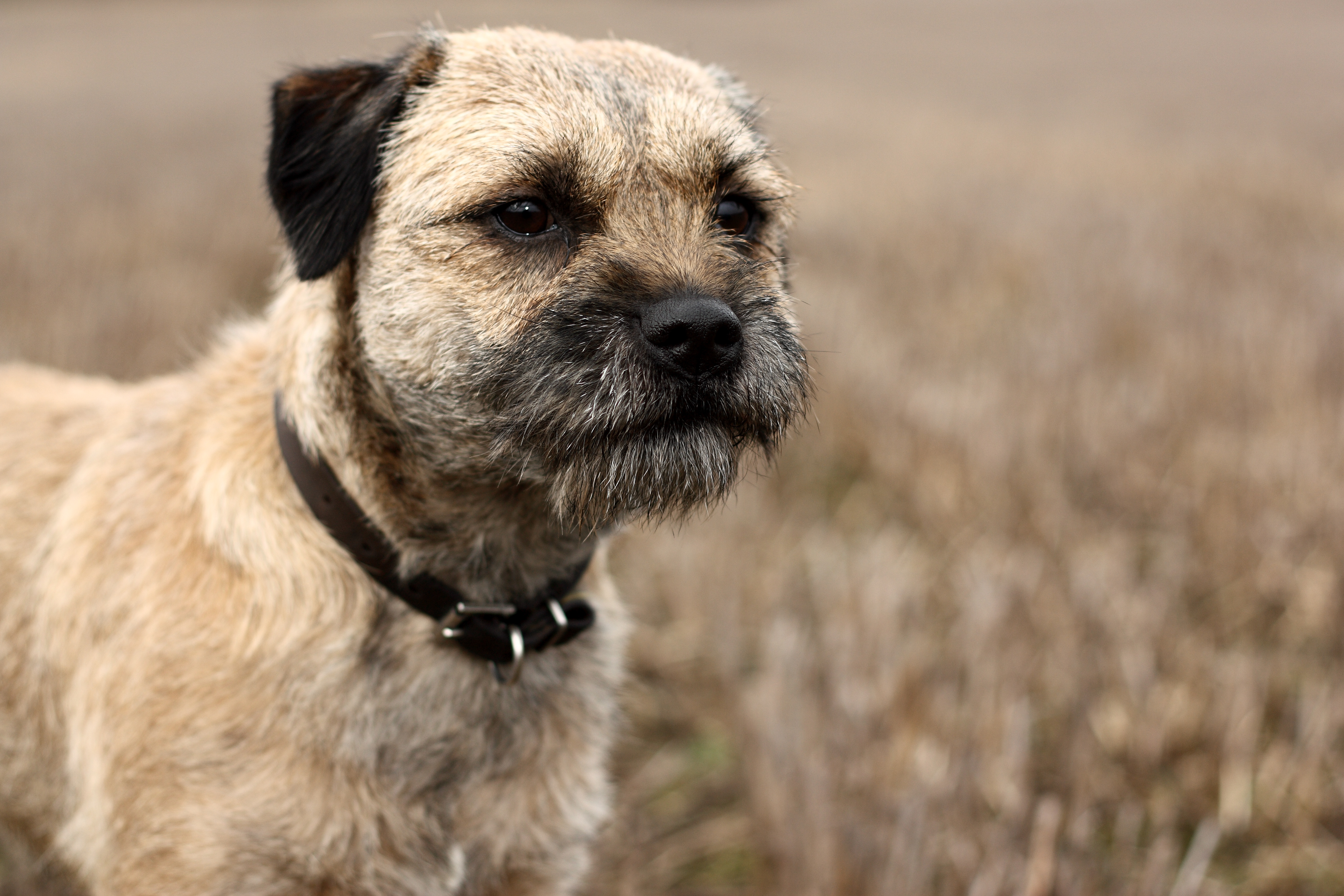
Otter
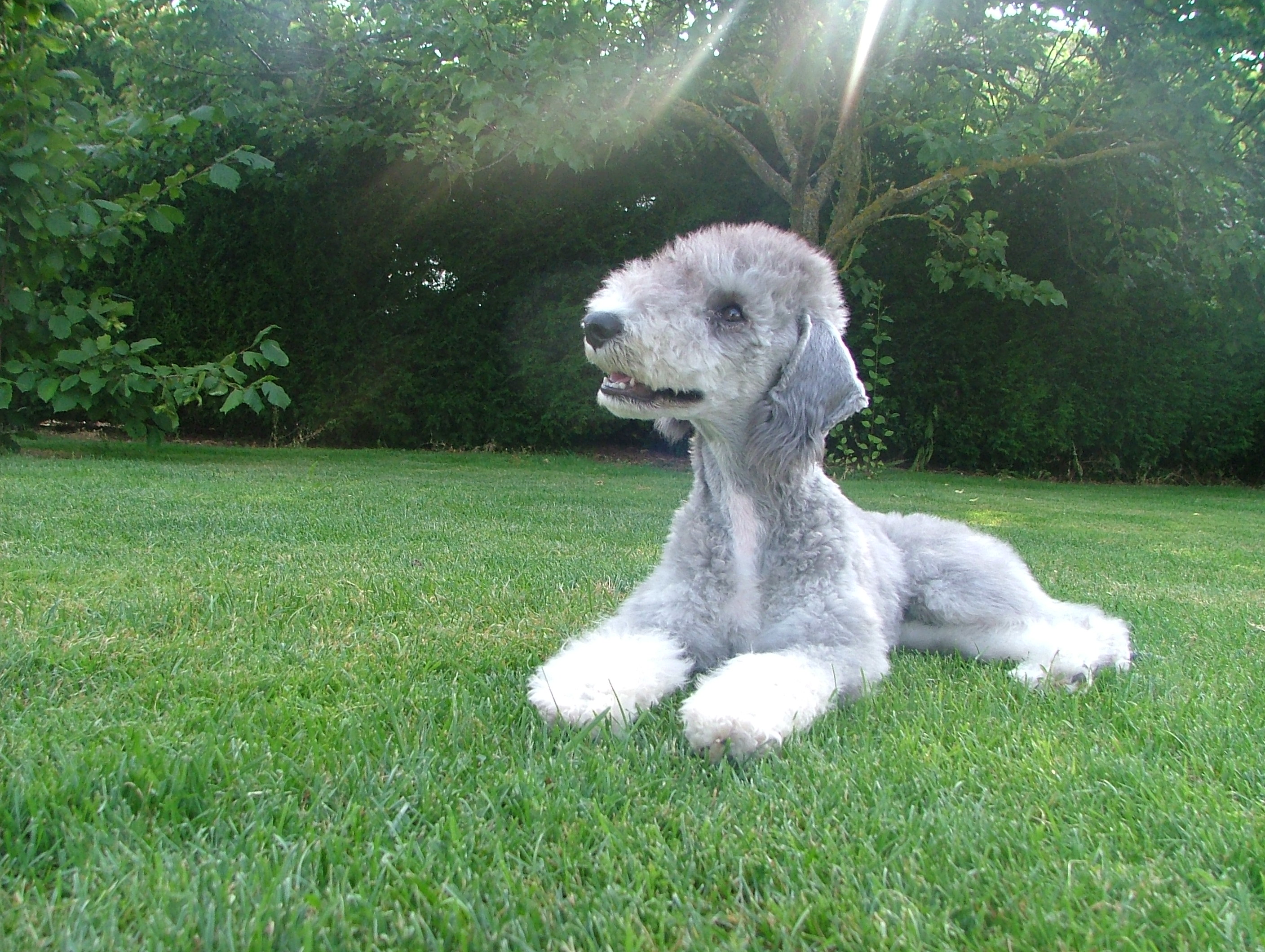
Peervormig
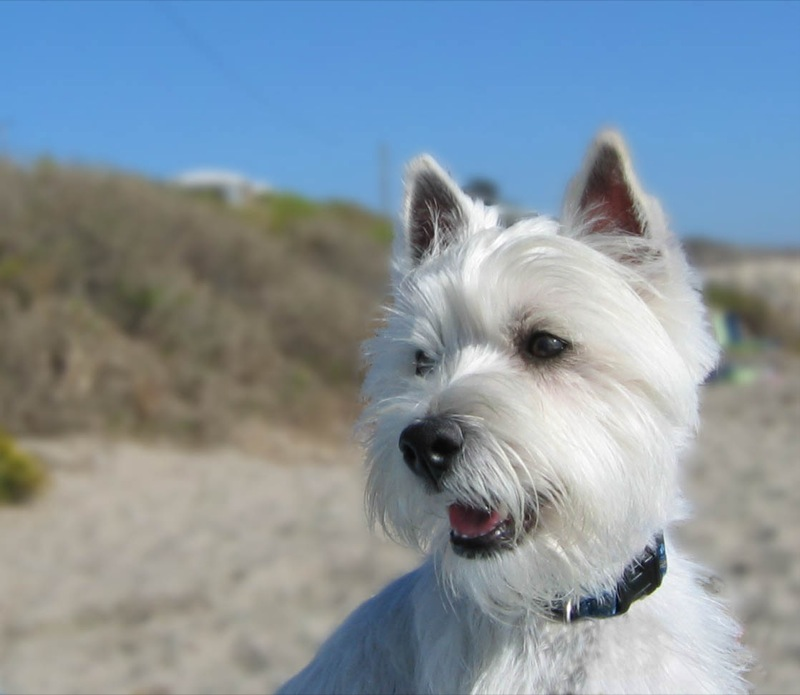
Rechthoekig

#### Gezichten
Naast de driedeling in soorten schedels en de verschillende hoofden, kan een hond de volgende gezichten hebben:
- Broken-up: Een bijna afwezige snuit met een diepe stop. De hond heeft een onderbeet en een rimpelig gezicht, zoals bij de mopshond, bostonterriër en de Engelse buldog
- Clown: De foxterriër en jackrussellterriër hebben een zwart of bruin gezicht met een witte aftekening.
- Dishfaced: De Duitse staande hond heeft een neus die bij de punt hoger is dan bij de stop.
- Downfaced: De bulterriër met zijn gewelfde neus, die naar de schedel toe omhoog helt.
- Varkensgebit: Een lichte overbeet, platte sterke neus en teruglopende kaaklijn zoals bij de rottweiler.

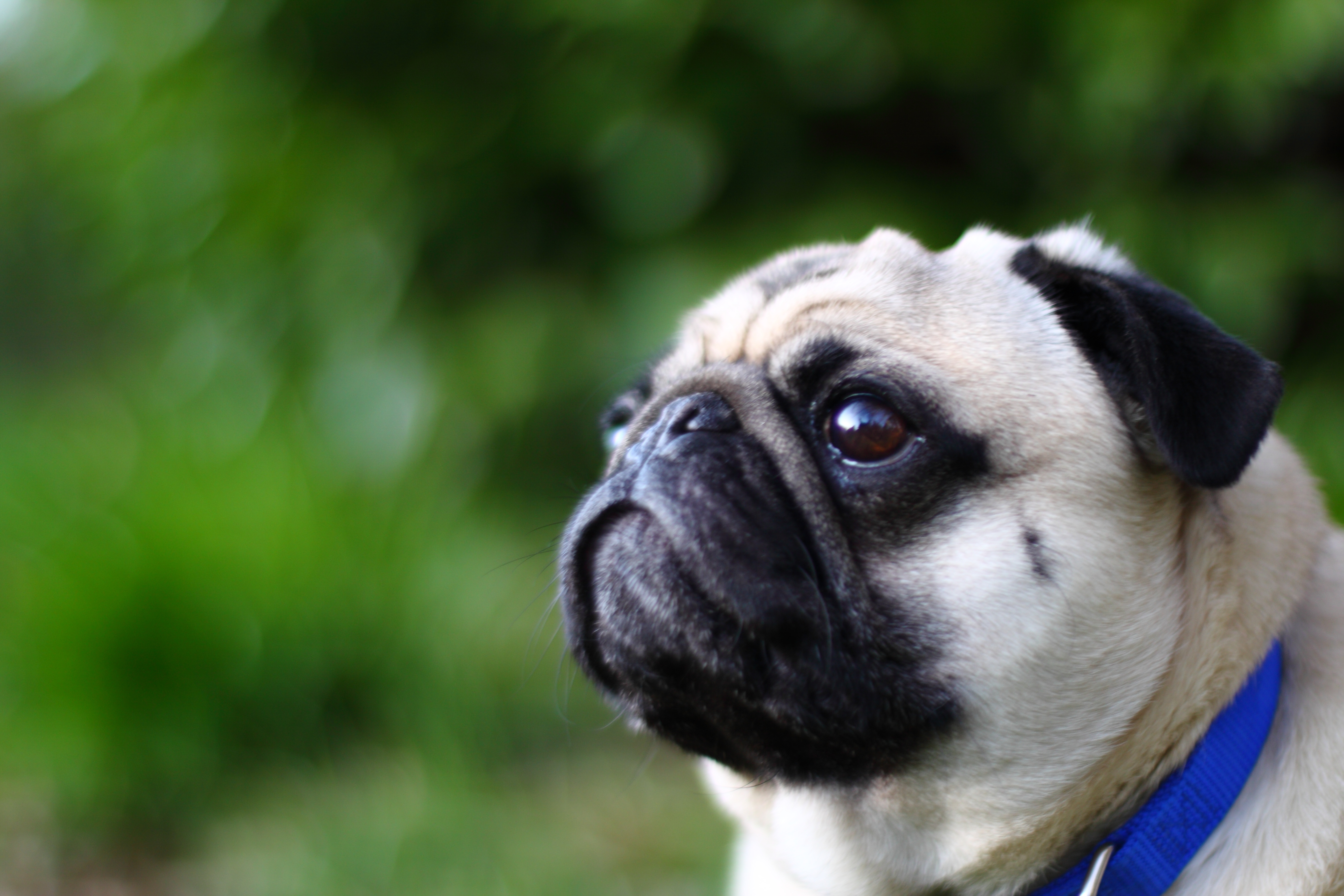
Broken-up
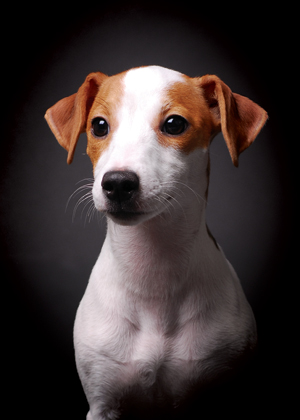
Clown
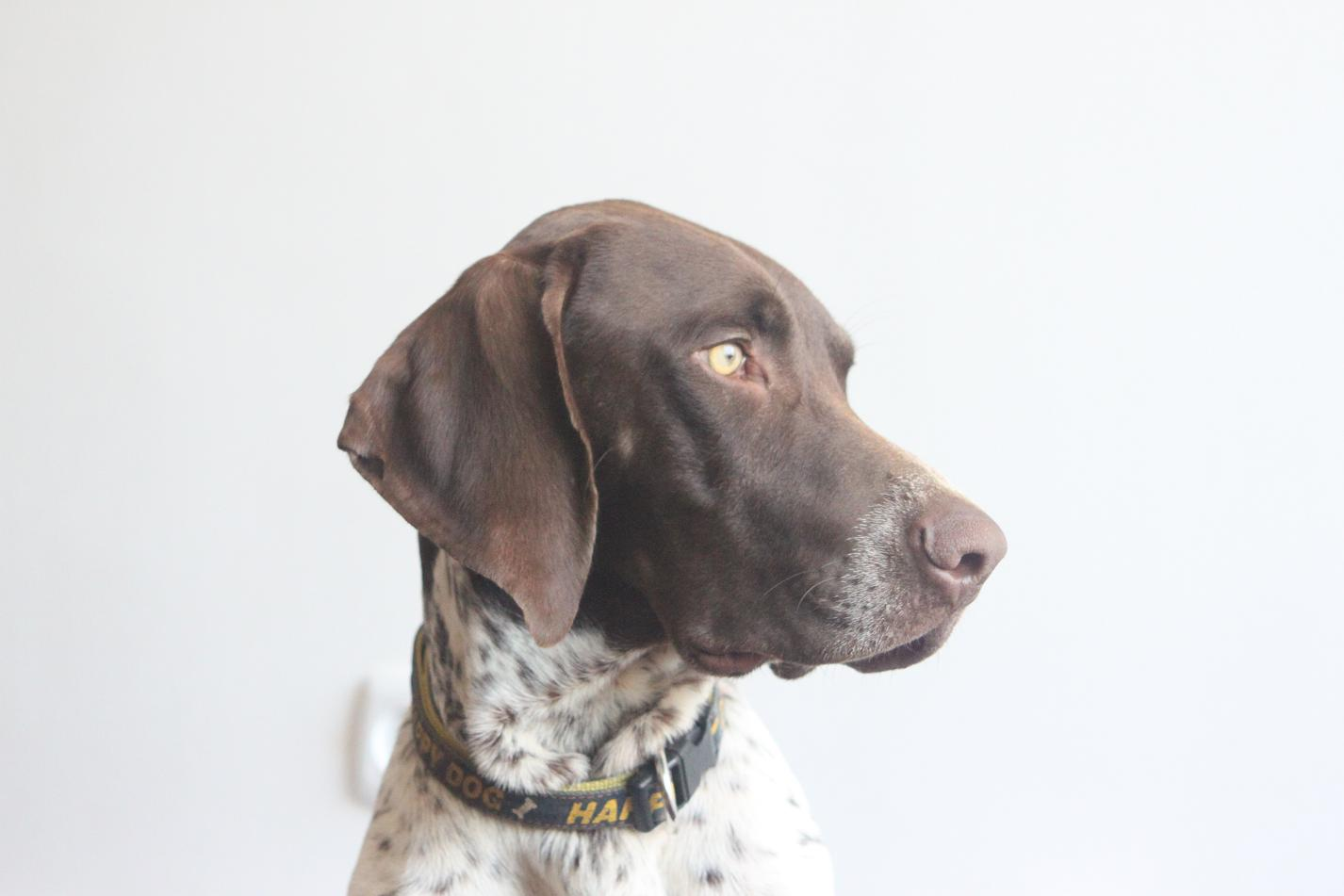
Dishfaced
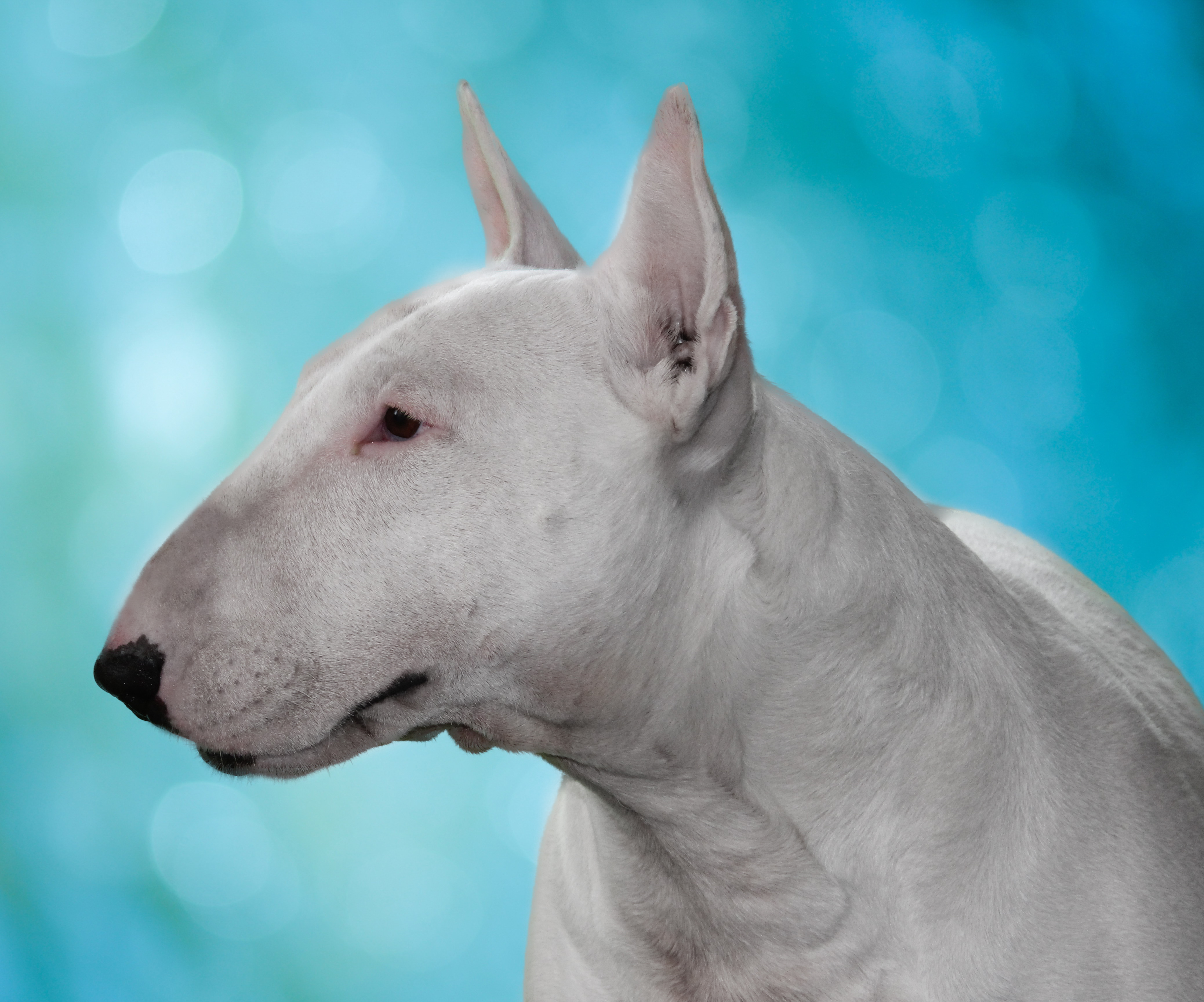
Downfaced
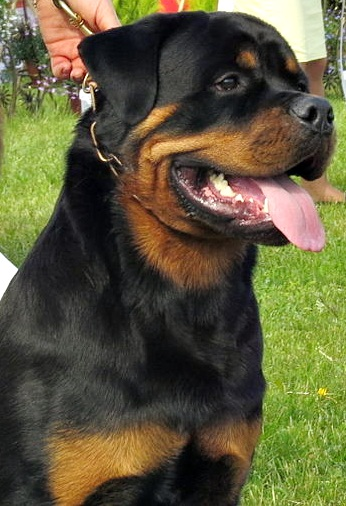
Varkensgebit

### Plaatsing ogen en oren

#### Ogen
Vorm en kleur van het oog. De volgende ogen worden onderscheiden:
- Amandelvormig

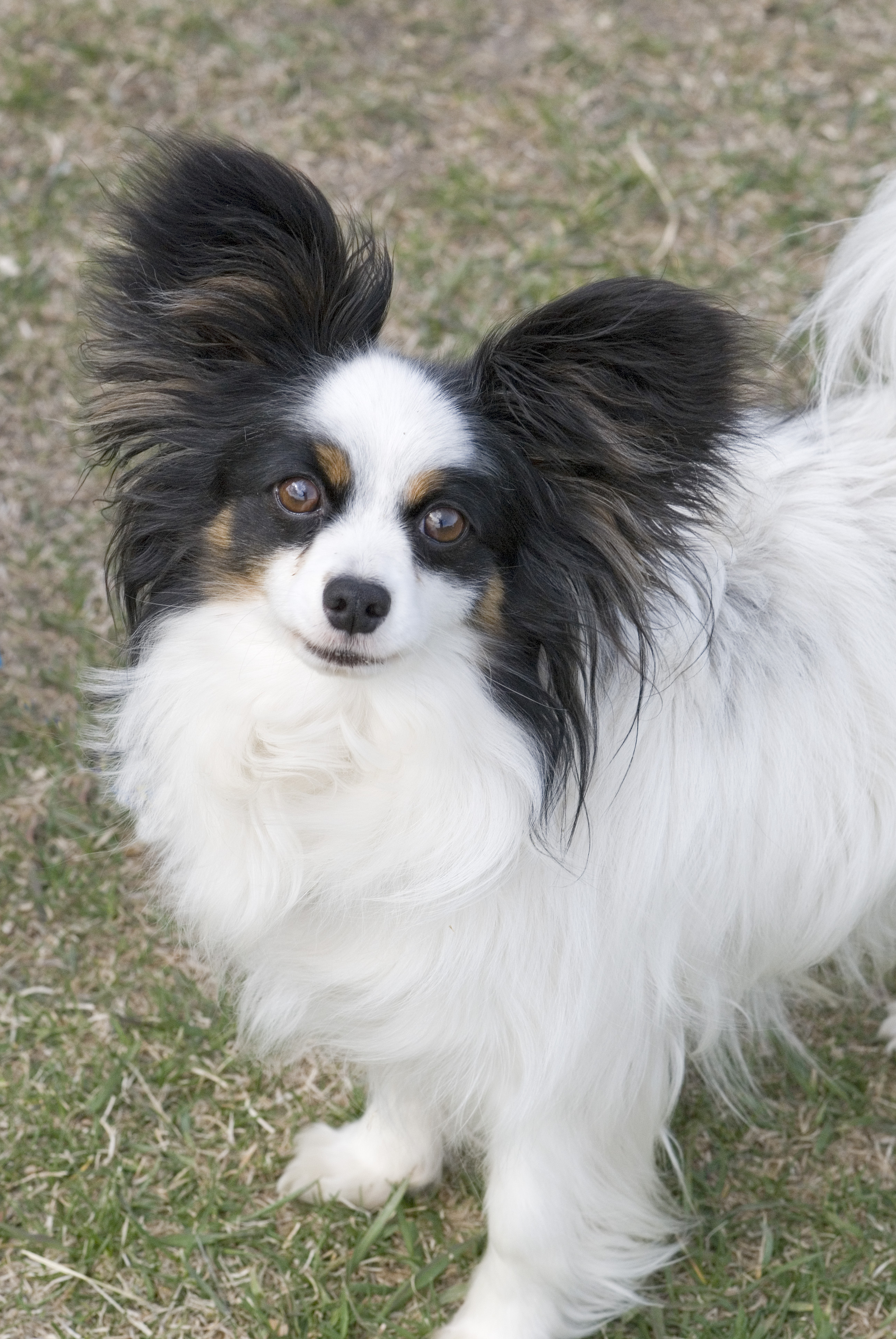
Rond
- Diepliggend
- Bol
- Uitpuilend
- Knipvlies tonend
- Schuingeplaatst
- Varkensoog
- Driehoekig

- Rond

#### Oren
Grootte en houding van het oor. De volgende oren worden onderscheiden:

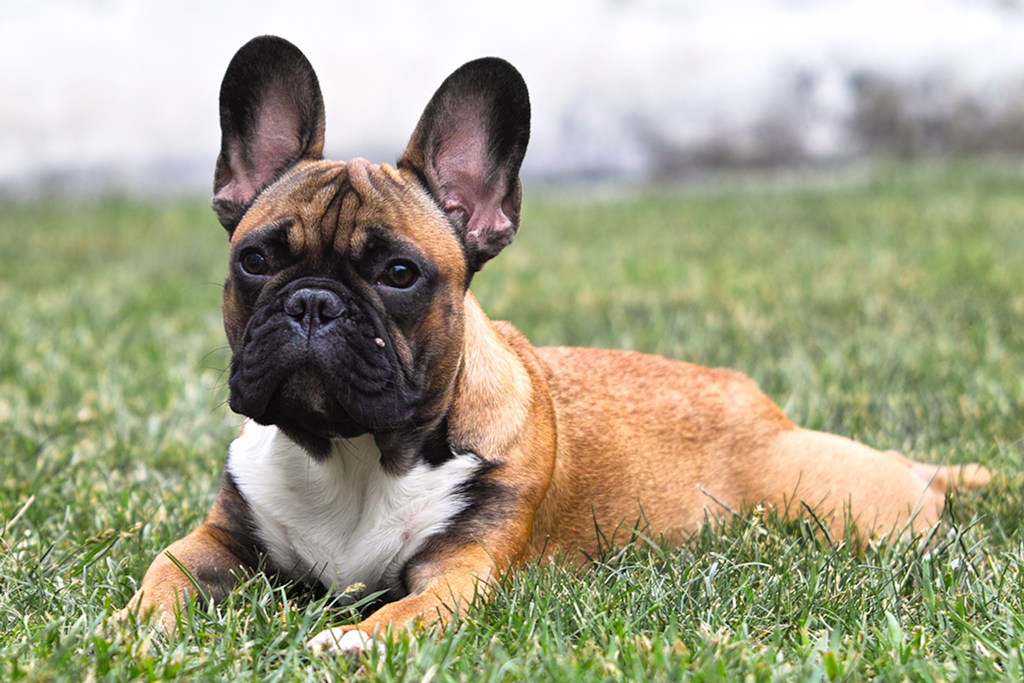
Vleermuisoor
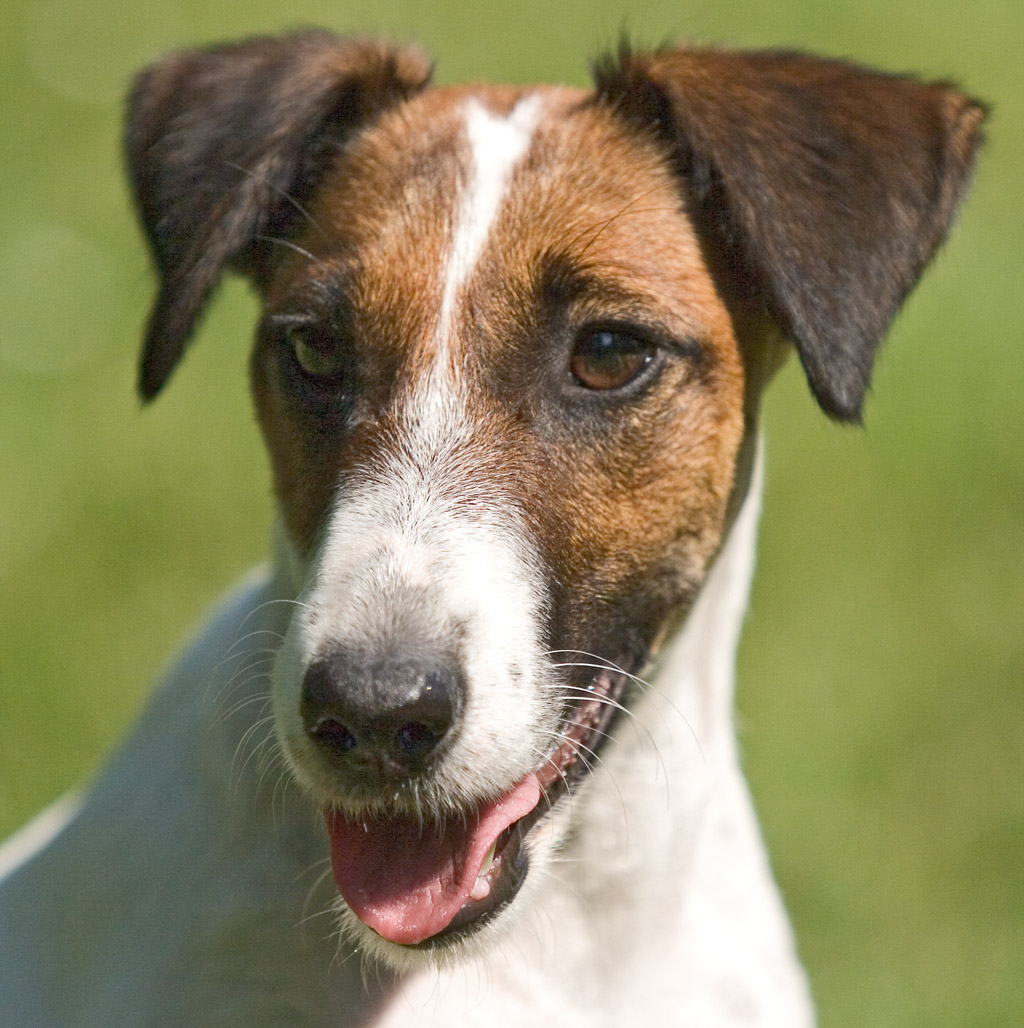
Knopoor
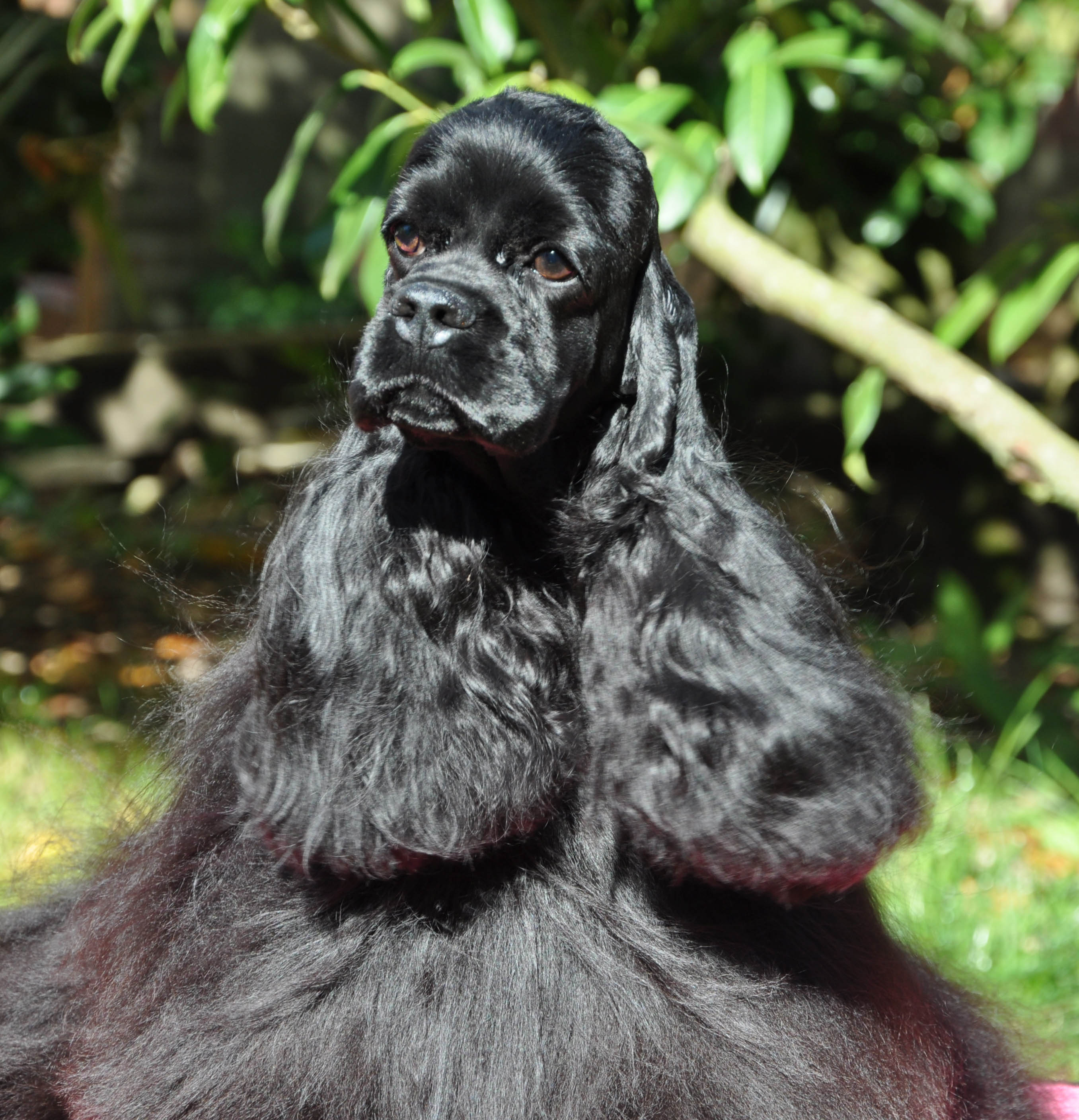
Hangoor
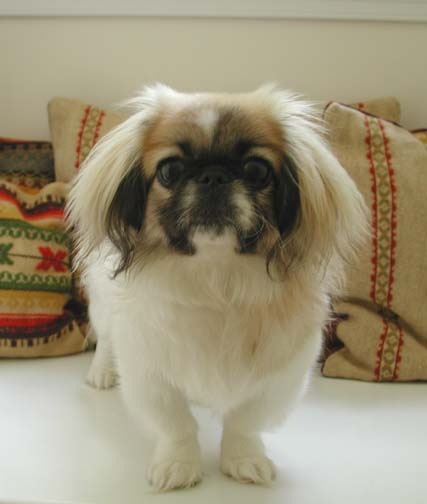
Hazelnootvormig oor
- Hartvormig oor
- Naar voren hellend oor
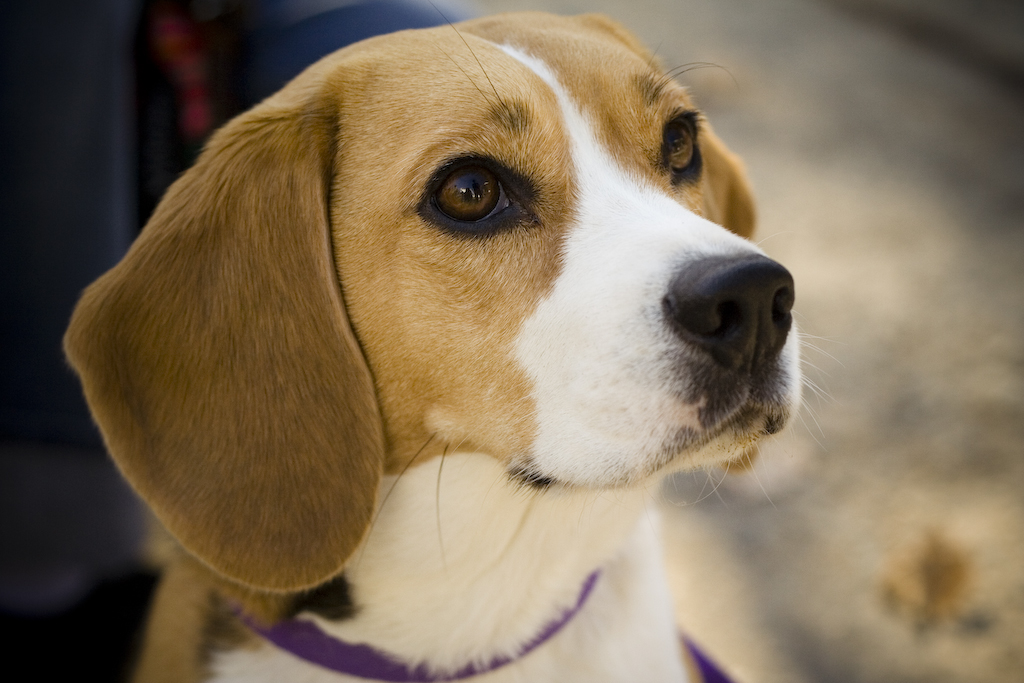
Houndoor
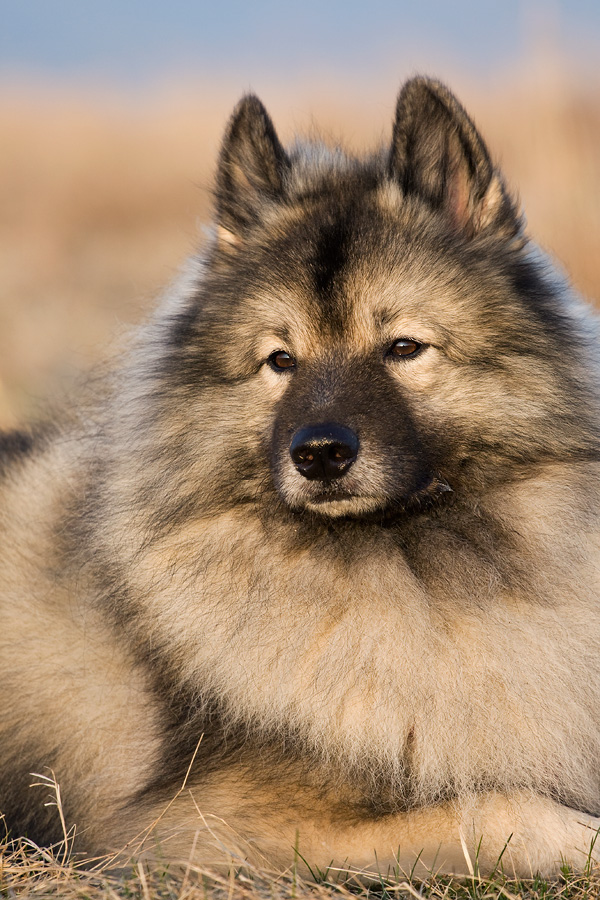
Prikoor
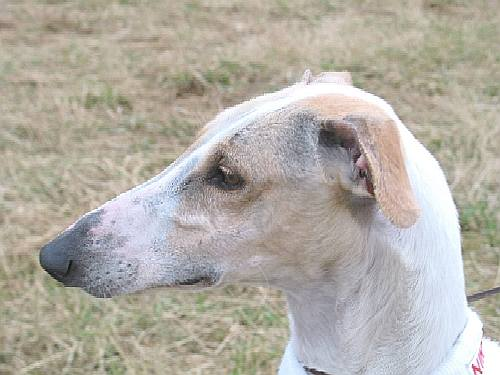
Rozenoor
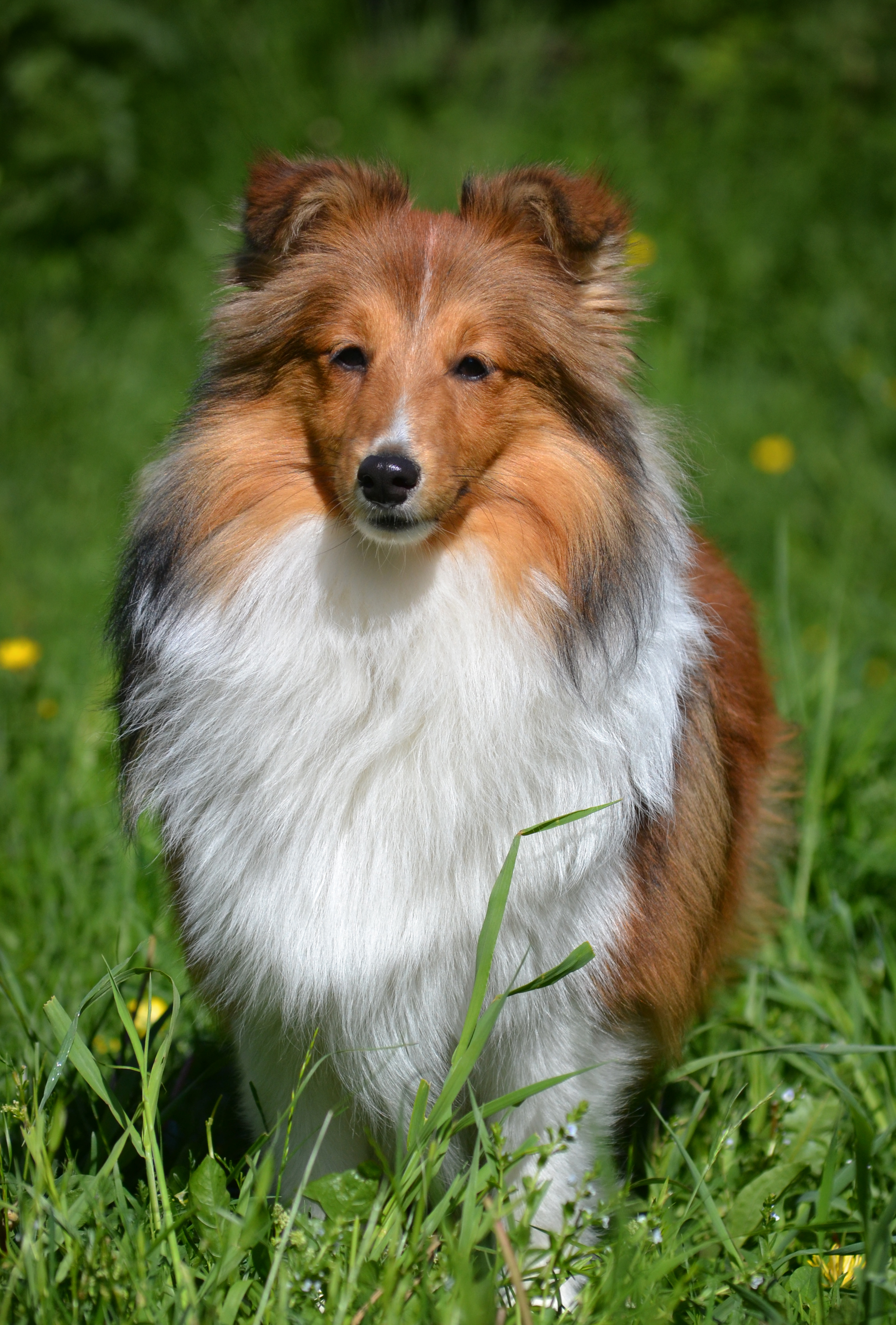
Tipoor
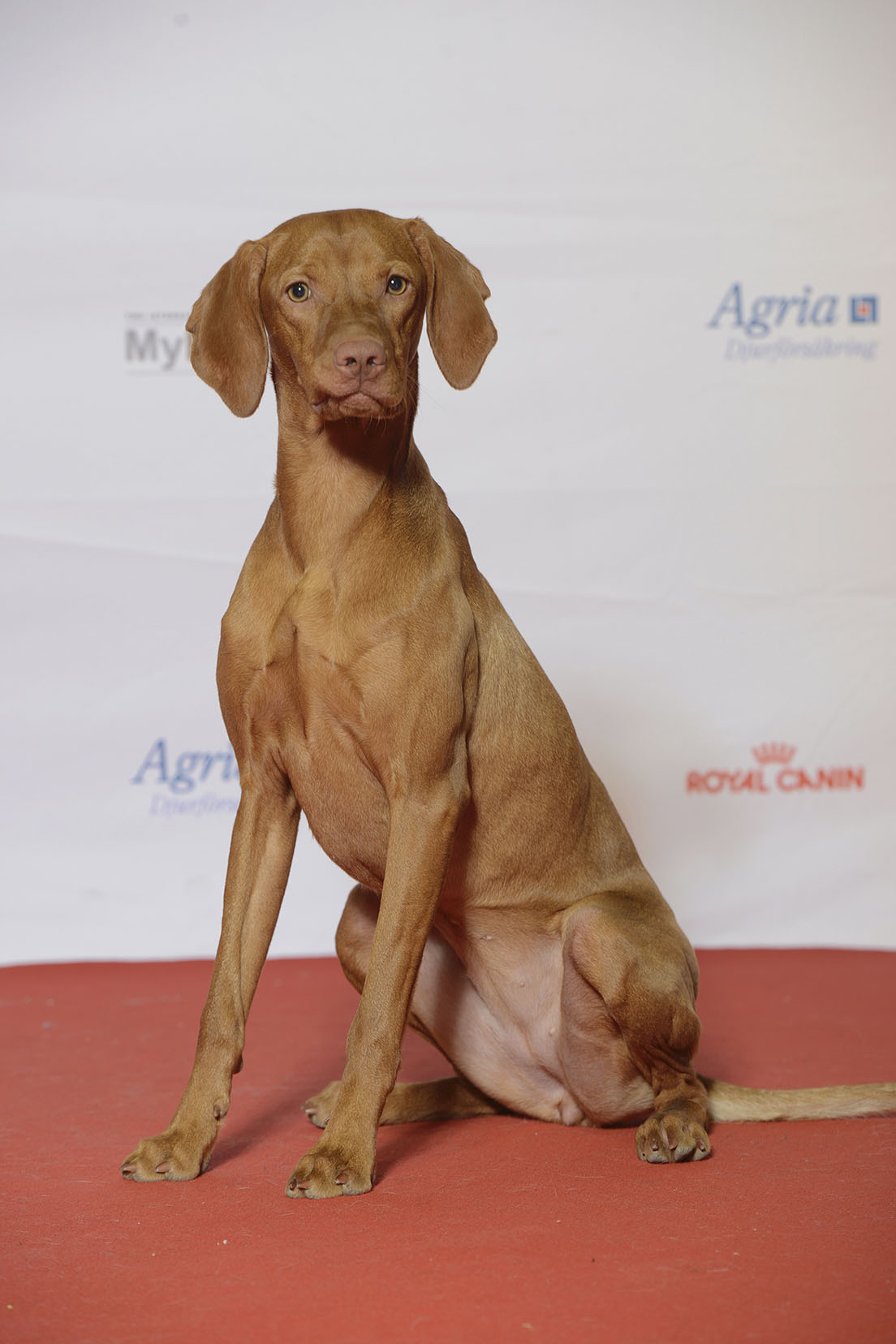
V-vormig oor

- Vleermuisoor
- Knopoor
- Hangoor
- Hartvormig oor
- Houndoor
- Prikoor
- Rozenoor
- Tipoor
- V-vormig oor

### Lippen, gebit en beet
De volgende beten worden onderscheiden:
- Normale beet
- Overbeet
- Onderbeet

- Staart: vorm en dracht. Er wordt een groot aantal staarten onderscheiden:
  - Kort
  - Vos
  - Haak
  - Krul
  - Vlag
  - Knikstaart
  - Otter
  - Ring
  - Sabel
  - Kurkentrekker
  - Sikkel
  - Rechtopstaand
  - Stern
  - Pluim
  - Zweep
- Vacht: kleur, patroon, haarlengte en structuur. De volgende vachtkleuren worden onderscheiden:
  - Belton
  - Black & Tan
  - Blauw
  - Brindle
  - Grijs
  - Harlekijn
  - Tweekleurig
  - Bont
  - Rood
  - Roan
  - Driekleur
  - Tarwe
- Kleur van neus, lippen, oogranden en eventueel huid
- Aard van het ras

Daarnaast zijn er specifieke raspunten die alleen bij sommige rassen van belang zijn, zoals een (afwijkende) kleur van tong of het voorkomen van meervoudige hubertusklauwen (bij de hond).